# Графология
Графология е анализът на физическите характеристики и модели на ръкописния текст, който претендира да бъде в състояние да идентифицира автора, психологическото му състояние в момента на писане или оценка на личностни характеристики (съдебно-почеркова експертиза). Това е понятие за почерка и за факторите, които оказват влияние за изменението му.
Тълкуването на ръкописния текст се извършва според начина на изписване на буквите, разстоянието между тях, наклона и големината на почерка, натиска и др.

## История
Графологията е спорна за повече от един век. По принцип се смята за псевдонаука. Емпиричните проучвания не успяват да покажат общовалидността на резултатите от извършения графологичен анализ.
Според „Оксфордския английски речник“ (Oxford English Dictionary) и „Американския наследствен речник“ (American Heritage Dictionary) обаче, терминът може да се дефинира като „изследване на писането“, което изобщо не е псевдонаучно и може да се окаже един от аспектите при преглед на документ.
Терминът понякога неправилно се използва за обозначаване на съдебномедицинската експертиза на документ.

## Тълкуване на моториката
Почеркът е система от привични движения на ръката (писмено-двигателни навици), проявяващи се автоматизирано благодарение на изградения в кората на големите полукълба на главния мозък динамичен стереотип. Той е неразривно свързан със закрепваната информация или волеизявлението на човека. За това една и съща система от писмено-двигателни навици може да се прояви различно в зависимост от целевото предназначение на документа. Почеркът е един от най-сложните навици на човека. При формирането му участват мозъкът, зрителните и слуховите органи и значителна част от мускулите на ръката. При това съгласувано проявление на първата и втората сигнална система доминиращо значение има втората сигнална система. Благодарение на това почеркът е един от управляемите и контролируеми навици на човека. Характеризира се с три основни свойства: индивидуалност, устойчивост и комуникативност.